# Požitavská pahorkatina
Požitavská pahorkatina (také Žitavská pahorkatina) je geomorfologický podcelek Podunajské pahorkatiny. Tvoří ji území mezi řekami Žitava a Nitra, ze severu ji ohraničují pohoří Tribeč a Pohronský Inovec.

## Vymezení
Podcelek leží ve střední části Podunajské pahorkatiny a vytváří trojúhelník území, který se dá přibližně určit městy Nitra, Zlaté Moravce a obcí Maňa. Na západě jej ohraničuje Nitrianská niva, na jihovýchodě Žitavská niva, severovýchodní okraj vymezuje Pohronský Inovec a jeho podcelky Veľký Inovec a Lehotská planina. Severní a severozápadní okraj tvoří pohoří Tribeč a jeho podcelky Rázdiel, Veľký Tribeč, Jelenec a Zobor. 

## Chráněná území
Na území Požitavské pahorkatiny leží maloplošná chráněná území Klasovský park a Topoľčianský park. 

## Osídlení
Nejvýznamnějšími městskými sídly v oblasti jsou Nitra a Zlaté Moravce, v oblasti také leží několik významných archeologických nalezišť pravěkých a raně středověkých osídlení včetně velkomoravských dvorců a hradišť. Mezi architektonické unikáty patří předrománský Kostelík svatého Jiří v Kostoľanech pod Tribečom a vinohradnicky zajímavé okolí Topoľčianok se zámečkem a cenným zámeckým parkem.

## Doprava
Severní částí pahorkatiny vede z krajského města Nitra na Zlaté Moravce mezinárodní silnice E 58 v trase rychlostní silnice R1 a také silnice I / 65 ( Nitra - Žiar nad Hronom). Centrální částí pahorkatiny vede silnice I / 51 (Nitra - Levice). Železniční doprava je zastoupena regionálními tratěmi Leopoldov - Kozárovce a Nové Zámky - Zlaté Moravce.

## Přírodní podmínky
Podnebí je mírné, vhodné pro zemědělství. Z půd převažuje hnědozem, méně černozem. Obdělávaná je většina plochy území, lesy se vyskytují jen v podobě malých, převážně akátových hájů. Pěstuje se zejména kukuřice, obilniny, slunečnice, brukev řepka, v příhodných polohách vinná réva. 